# John Nielsen
John Elgaard Nielsen (født 7. februar 1956 i Varde) er en tidligere dansk racerkører, og tidligere tv-kommentator og nuværende teamchef. I 1990 blev han den første dansker, som vandt 24 Timers Le Mans.

## Historie
Nielsen startede med at køre gokart. I 1974, da han var fyldt 18 år, rykkede han op i Formel Ford, hvor han året efter blev dansk mester i klassen.
Fra 1979 til 1981 forsøgte han sig i Formel 3, og vandt i denne periode tre EM-titler i Formel Super V. I blev 1982 blev John Nielsen tysk F3 mester, og året efter blev han nr. 2 i F3-EM.
John Nielsen kom i 1984 ud for en alvorlig ulykke i Monaco, som nær havde endt hans karriere. Samme år vandt han F3-løbet i Macau, og i 1985 rykkede han op i Formel 3000.
I 1987 blev John Nielsen tilknyttet Jaguars sportsvognsteam. I 1988 blev han vinder af Daytona-løbet, og 1990 vinder Nielsen 24 Timers Le Mans sammen med Martin Brundle og Price Cobb. John Nielsen sad bag rattet i 14 af de 24 timer.
John Nielsen har været med i udviklingen af Jaguar XJ220, McLaren F1 og Bugatti Veyron.
GT-racing nåede han også at køre, med bl.a. en sejr i BPR-mesterskabet, i en McLaren F1 GTR. I 1996 vandt Nielsen det japanske mesterskaber i en McLaren F1 GTR. Herefter koncentrerede John Nielsen sig om dansk racing, og blev blandt andet teamchef i DTC fra 1998.

## Le Mans
John Nielsen er noteret for 18 Le Mans-starter, senest i 2008, hvor han og Essex blev nr. 2 i klassen med en Porche RS Spyder.

### Resultater
| År   | Team                                  | Co-Drivers                       | Bil                         | Klasse | Runder | Pos. | Klasse pos. |
| ---- | ------------------------------------- | -------------------------------- | --------------------------- | ------ | ------ | ---- | ----------- |
| 1986 | Kouros Racing Team                    | Mike Thackwell                   | Sauber C8-Mercedes          | C1     | 61     | DNF  | DNF         |
| 1987 | Silk Cut Jaguar Tom Walkinshaw Racing | Martin Brundle                   | Jaguar XJR-8LM              | C1     | 231    | DNF  | DNF         |
| 1988 | Silk Cut Jaguar Tom Walkinshaw Racing | Martin Brundle                   | Jaguar XJR-9LM              | C1     | 306    | DNF  | DNF         |
| 1989 | Silk Cut Jaguar Tom Walkinshaw Racing | Andy Wallace Price Cobb          | Jaguar XJR-9LM              | C1     | 215    | DNF  | DNF         |
| 1990 | Silk Cut Jaguar Tom Walkinshaw Racing | Price Cobb Martin Brundle        | Jaguar XJR-12               | C1     | 359    | 1st  | 1st         |
| 1991 | Silk Cut Jaguar Tom Walkinshaw Racing | Derek Warwick Andy Wallace       | Jaguar XJR-12               | C2     | 356    | 4th  | 4th         |
| 1992 | Porsche Kremer Racing                 | Manuel Reuter Giovanni Lavaggi   | Porsche 962CK6              | C3     | 334    | 7th  | 2nd         |
| 1993 | TWR Jaguar Racing                     | David Brabham David Coulthard    | Jaguar XJ220                | GT     | 306    | DSQ  | DSQ         |
| 1994 | Seikel Motorsport                     | Thomas Bscher Lindsay Owen-Jones | Porsche 968 Turbo RS        | GT2    | 84     | DNF  | DNF         |
| 1995 | West Competition David Price Racing   | Jochen Mass Thomas Bscher        | McLaren F1 GTR              | GT1    | 131    | DNF  | DNF         |
| 1996 | West Competition David Price Racing   | Thomas Bscher Peter Kox          | McLaren F1 GTR              | GT1    | 338    | 4th  | 3rd         |
| 1998 | Nissan Motorsports TWR                | Michael Krumm Franck Lagorce     | Nissan R390 GT1             | GT1    | 342    | 5th  | 5th         |
| 2000 | Team Den Blå Avis                     | Mauro Baldi Klaus Graf           | Panoz LMP-1 Roadster-S-Élan | LMP900 | 205    | NC   | NC          |
| 2001 | Team Den Blå Avis Team Goh            | Hiroki Katoh Casper Elgaard      | Dome S101-Judd              | LMP900 | 66     | DNF  | DNF         |
| 2003 | RN Motorsport                         | Hayanari Shimoda Casper Elgaard  | DBA4 03S-Zytek              | LMP675 | 288    | 22nd | 2nd         |
| 2004 | Lister Racing                         | Casper Elgaard Jens Møller       | Lister Storm LMP-Chevrolet  | LMP1   | 279    | 24th | 9th         |
| 2006 | Zytek Engineering Team Essex Invest   | Casper Elgaard Philip Andersen   | Zytek 06S                   | LMP1   | 269    | NC   | NC          |
| 2008 | Team Essex                            | Casper Elgaard Sascha Maassen    | Porsche RS Spyder Evo       | LMP2   | 347    | 12th | 2nd         |